# Mehmet Topal
Mehmet Topal (ur. 3 marca 1986 roku w miejscowości Malatya) – turecki piłkarz występujący na pozycji defensywnego pomocnika.

## Kariera klubowa
Mehmet Topal zawodową karierę rozpoczął w 2002 roku w zespole Dardanelsporu. W sezonie 2005/2006 wystąpił w 30 spotkaniach drugiej ligi i już na początku kolejnych rozgrywek trafił do Galatasaray SK. W nowym klubie zadebiutował 9 września 2006 roku w zremisowanym 1:1 meczu z Denizlisporem. W pierwszym sezonie gry dla stambulskiej drużyny Topal pełnił rolę rezerwowego i w barwach "Lwów" rozegrał 11 ligowych pojedynków. W kolejnym sezonie na boisku pojawił się już 26 razy i wraz z drużyną wywalczył pierwszy w swojej karierze tytuł mistrza Turcji.
W kwietniu 2008 roku Topal przedłużył kontrakt z Galatasaray do 31 maja 2013 roku. Latem David Moyes zabiegał o pozyskanie Turka przez Everton, jednak ostatecznie do transferu nie doszło. 12 maja 2010 roku działacze hiszpańskiej Valencii poinformowali, że Topal podpisał kontrakt z ich klubem. Kwota transferu wyniosła 4,2 miliona euro.
Sezon 2012/2013
W 2012 roku przeszedł do Fenerbahçe SK. W sezonie zdobył z klubem Puchar Turcji, występując w siedmiu meczach. Strzelił jedną bramkę w zremisowanym 1:1 pierwszym meczu półfinałowym oraz asystował w finale przy zwycięskim golu Sow'a. W lidze zagrał w 27 spotkaniach i strzelił 3 bramki, a Fenerbahçe SK wywalczyło wicemistrzostwo. Z powodu zawieszenia za kartki nie mógł wystąpić w rewanżowym meczu z Benficą przegranym 1:3 (w dwumeczu 2:3) w Lidze Europy.
Sezon 2013/2014
Przed sezonem nowym szkoleniowcem został Ersun Yanal. W sezonie u nowego trenera Topal wystąpił w 31 meczach, strzelił 3 bramki i zaliczył 1 asystę. Fenerbahçe SK wygrało Süper Lig a Topal miał w tym duży wkład, opuścił tylko 7 spotkań. Wystąpił również w przegranym z Galatasaray SK superpucharze Turcji.
Sezon 2014/2015
Topal sezon zaczął od wygranej z Galatasaray SK w superpucharze w karnych 3:2. W całym sezonie był podstawowym graczem zespołu, na boisko wyszedł łącznie 41 razy (33 razy w lidze, 7 razy w Pucharze Turcji, raz w superpucharze), zdobył 4 gole. Wywalczył z klubem wicemistrzostwo Turcji.
Sezon 2015/2016
Fenerbahçe SK sezon zaczęło od kwalifikacji do Ligi Mistrzów w których w 3 rundzie mierzyło się z Szachtarem Donieck, Topal wystąpił w obu meczach (w pierwszym grał do 64', w drugim został wprowadzony na samą końcówkę), zespół jednak przegrał z Ukraińcami w dwumeczu 0:3. Następnie Topal grał w kwalifikacjach Ligi Europy z Atromitosem Ateny. Turecki pomocnik w pierwszym meczu wszedł na 19 minut, w rewanżu natomiast grał do 77 minuty, a Fenerbahçe SK wygrało w dwumeczu 4:0. W Lidze Europy wystąpił w 9 meczach i strzelił 2 bramki, jego drużyna odpadła w dwumeczu z portugalską Bragą (2:4) w 1/8 finału. W lidze zagrał 33 razy i pomógł zespołowi wywalczyć wicemistrzostwo. W Pucharze Turcji na boisku zameldował się 7 razy, trzykrotnie jako kapitan, z zespołem dotarł do finału gdzie przegrali 0:1 z Galatasaray.
Rozwiązanie umowy, przejście do İstanbul Başakşehir
26 czerwca 2019 rozwiązał swoją umowę z Fenerbahçe SK. 26 sierpnia 2019 roku podpisał roczną umowę z opcją przedłużenia o kolejny rok z innym stołecznym klubem İstanbul Başakşehir. W nowym klubie został mistrzem Turcji, dzięki czemu stał się pierwszym piłkarzem w historii ligi, który zdobył mistrzostwo z trzema różnymi klubami.

## Kariera reprezentacyjna
Topal ma za sobą 13 występów w reprezentacji Turcji do lat 21. Zadebiutował w niej 25 maja 2005 roku w wygranym 2:1 pojedynku przeciwko Szwajcarii. W seniorskiej kadrze po raz pierwszy wystąpił 6 lutego 2008 roku w zremisowanym 0:0 meczu ze Szwecją, kiedy to w 78. minucie zmienił Emre Belözoğlu. W maju 2008 roku Fatih Terim powołał Topala do drużyny narodowej na mistrzostwa Europy, na których turecka reprezentacja dotarła do półfinału.
22 maja 2016 roku w towarzyskim spotkaniu przeciwko Anglii po raz pierwszy był kapitanem drużyny narodowej. Tydzień później zdobył swoją pierwszą bramkę w kadrze pokonując bramkarza Czarnogóry. Znalazł się w kadrze na Mistrzostwa Europy w Piłce Nożnej 2016, zaliczając występ w każdym meczu reprezentacji Turcji na turnieju.